# Vera Brejneva
Vera Viktorovna Kiperman (în ucraineană Віра Вікторівна Кіперман; nume de fată Halușka; n. 3 februarie 1982, Dniprodzerjînsk, RSS Ucraineană, URSS, astăzi în Ucraina), cunoscută după numele de scenă Vera Brejneva, este o cântăreață, actriță și prezentatoare TV foarte cunoscută în spațiul ex-sovietic. În perioada 2003-2007 a fost membră a celebrei formații VIA Gra. Pseudonimul Brejneva i-a fost dat de producătorul Dmitrii Kostiuk cînd acesta a aflat că Vera este originară din același oraș cu liderul Uniunii Sovietice, Leonid Brejnev.
În 2010 a interpretat cântecul Lepestkami slez (Лепестками слез; Petale de lacrimi) alături de Dan Bălan.
În 2007 și 2012 a fost numită cea mai sexy femeie din Rusia de către revista pentru bărbați Maxim.

## Biografie
Părinții ei, Victor și Tamara lucrau împreună la Uzina Chimică din localitate. Vera are 3 surori. În 2006 Vera s-a căsătorit cu omul de afaceri ucrainean Mihail Kiperman. Actualmente ea are 2 fiice.

## Discografie

### Albume de studio
- Liubovi spasiot mir (2010)
- VERVERA (2015)

### Single-uri
| An   | Single                                                       | Poziții de top | Poziții de top |
| An   | Single                                                       | Ucraina        | Rusia          |
| ---- | ------------------------------------------------------------ | -------------- | -------------- |
| 2008 | "Я не играю" (Eu nu mă joc)"                                 | —              | 6              |
| 2008 | "Нирвана (Nirvana)"                                          | —              | 80             |
| 2009 | "Любовь в большом городе (Dragoste într-un oraș mare)"       | —              | 19             |
| 2010 | "Любовь спасёт мир (Dragostea va salva lumea)"               | 1              | 1              |
| 2010 | "Пронто" (Pronto) cu Potap                                   | —              | 31             |
| 2010 | "Лепестками слез (Cu petale de lacrimi) cu Dan Bălan         | 1              | 1              |
| 2011 | "Реальная жизнь" (Viața reală)                               | 1              | 1              |
| 2012 | "Sexy Bambina"                                               | 1              | —              |
| 2012 | "Бессонница" (Insomnia)                                      | 6              | 20             |
| 2012 | "Ищу тебя" (Te caut)                                         | 7              | —              |
| 2012 | "Любовь на расстоянии" (Dragosta la distanță) feat. DJ Smash | 48             | 14             |
| 2013 | "Хороший день" (Zi bună)                                     | 2              | 11             |
| 2013 | "Дом" (Casa)                                                 | —              | —              |
| 2014 | "Доброе утро" (Bună dimineața)                               | 1              | 12             |
| 2014 | "Девочка моя" (Fetița mea)                                   | —              | —              |

## Vezi și
- Magia bradului